# Maximilien Strauch

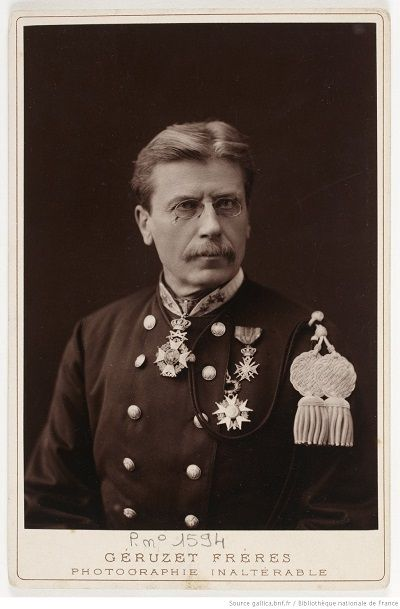
Portrait von Maximilien Strauch, vor 1885.

 Maximilien Charles Ferdinand Strauch (* 4. Oktober 1829 in Lomprez, Belgien; † 7. Juni 1911 in Beez, Belgien) war ein belgischer General, der in Verwaltungsfunktionen tätig war. Als enger Mitarbeiter und Berater diente er dem belgischen König Leopold II. im Kongo-Freistaat und war unter anderem Generalsekretär der Association internationale africaine (1878), Sekretär des Comité d'Études du Haut-Congo (1878) und Präsident der Association internationale du Congo vom 23. Februar bis zum 1. Juli 1885.

## Biografie
Strauch war der Sohn von Antoine Strauch, einem Gendarm, und Henriette Frérotte. Er heiratete Léocadie Barbier am 12. Mai 1863.
Am 1. April 1847 trat er in die belgische Armee ein, wurde im Juni 1853 zum Unterleutnant in der Infanterie befördert und 1857 zum Adjutanten von General Gauchin ernannt. Er absolvierte sein Studium an der Université libre in Brüssel und wurde zum Hauptmann befördert. Den Rest seiner militärischen Laufbahn absolvierte er dann in Verwaltungsfunktionen. Im Juli 1870 wurde er dem Kriegsministerium beigeordnet und am 8. Oktober 1876 im Rang eines Obersten zum Sous-Directeur ernannt.
Am 15. November 1878 wurde er als Nachfolger von Baron Léonard Greindl Generalsekretär der Association Internationale Africaine (A.I.C.), einer von König Leopold II. gegründeten Organisation internationaler Experten, die sich mit der Erforschung und Kolonisierung Zentralafrikas befasste. Kurz darauf wurde er Präsident des Comité d'Études du Haut-Congo, einer Handelsorganisation, die mit der Organisation von Erkundungsexpeditionen in Afrika beauftragt war. Im November 1884 erhielt König Leopold II. auf der Berliner Konferenz im Namen des A.I.C. das Gebiet von 2.344.000 km² zugesprochen, aus dem der Kongo-Freistaat gebildet werden sollte.
1885 wechselte Strauch in den Dienst des Freistaats und seines Herrschers König Leopold II. Er war zu diesem Zeitpunkt Finanz-Oberintendant (französisch: intendant en chef) in der belgischen Armee und ließ sich hierzu unbezahlt beurlauben. Im Februar 1885 war es Strauch, der als Präsident der Association internationale du Congo die Dokumente unterzeichnete, in denen er seitens der Vereinigung die Anerkennung des neuen Staat erklärte. Einige Wochen später verzichtete Strauch zugunsten von König Leopold II. auf alle Souveränitätsrechte in Afrika, die von der genannten Vereinigung erworben worden waren und der Freistaat Kongo trat offiziell deren Nachfolge an.
Im Mai 1885 wurde Strauch vom König zum Generalverwalter des Kongo-Freistaats für innere Angelegenheiten ernannt (zusammen mit Hubert Van Neuss und Edmond van Eetvelde). In dem neuen Staat musste nun alles organisiert werden, was die Verwaltung und die Ressourcen betraf. Weitere Fragen waren noch zu lösen: 1886 die Klärung der Grenzziehung mit Frankreich am Ubangi und die Bekämpfung des kriegerischen Vorstoßes der Mahdisten vom Nil im Nordosten des Landes. Hinzu kam die problematische Finanzlage von König Leopold II., der gezwungen war, alle seine Ressourcen für die Ausstattung des neuen Staates, insbesondere für seine Eisenbahnen, einzusetzen.
Als König Leopold II. 1888 monopolistische Wirtschaftsmaßnahmen einführte, um seine Kassen zu füllen, entschied sich Strauch, von seinem Amt als Generalverwalter des Freistaats für innere Angelegenheiten zurückzutreten. Damit brachte er seine Missbilligung gegenüber den Bestimmungen zum Ausdruck, die dem Freistaat das Monopol für die Ausbeutung und den Verkauf von Elfenbein und Kautschuk zum Nachteil der Kongolesen vorbehalten sollten. Am 15. Dezember 1888 nahm er seinen Verwaltungsposten in der Armee wieder ein, nachdem er zum General und Adjutanten von König Leopold II. ernannt worden war. Am 13. Dezember 1884 wurde er aus der Armee pensioniert, behielt aber seine Stellung als Adjutant des Königs noch bis 1904.
Strauch starb am 7. Juni 1911 und wurde am 9. Juni 1911 auf dem Friedhof von Beez beerdigt.

## Auszeichnungen
- Großoffizier des belgischen Leopoldsordens
- Großoffizier des belgischen Afrikanischen Sternenordens;
- Kommandeur der französischen Ehrenlegion
- Kommandeur des italienischen Ordens der Heiligen Mauritius und Lazarus

## Veröffentlichungen
- Au sujet du voyage des éléphants. In: Bulletin de la Société Royale de Géographie. 1879–1880. S. 216.
- Au sujet du choix de Karéma. In: Bulletin de la Société Royale de Géographie. 1879–1880. S. 39.